# Eupithecia rosmarinata
Eupithecia rosmarinata là một loài bướm đêm trong họ Geometridae.

## Hình ảnh

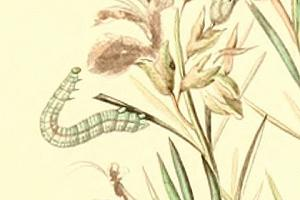
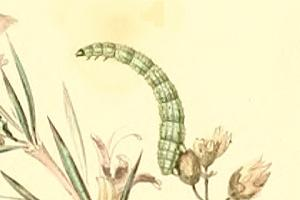
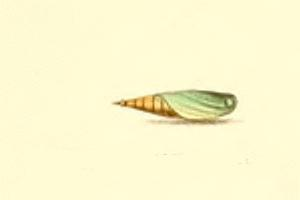